# Partit Popular de Navarra
El Partit Popular de Navarra és l'organització territorial de l'Partit Popular a la Comunitat Foral de Navarra. Es defineix com foralista, partidari de mantenir el règim foral navarrès dins de la unitat d'Espanya. El Partit Popular a Navarra va ser refundat a l'octubre de 2008 després de 17 anys d'inexistència d'organització política popular a Navarra, ja que en virtut d'un acord polític signat el 1991 l'organització del partit a Navarra havia estat dissolta per fer de Unió del Poble Navarrès el referent del PP a la Comunitat Foral. Anteriorment havia existit una primitiva estructura política del PP a Navarra que, creada el 1989 com a continuïtat de Aliança Popular amb la unió d'aquest partit amb el Partit Demòcrata Popular i Partit Liberal, es dissoldria el 1991 per integrar-se orgànicament en Unió del Poble Navarrès.

## Fundació i dissolució
El PP de Navarra va celebrar el seu primer congrés al febrer de 1990, sent triat com a primer president Jaime Ignacio del Burgo amb el vot de 112 dels 650 afiliats. Va substituir així a Àngel Xiprer, president de Aliança Popular a Navarra, president del PP fins que es va constituir la Gestora i Vicepresident del PP fins al Pacte d'integració en UPN, a qui Jaime Ignacio del Burgo va demanar perquè aquest es va demanar. A la primera executiva estaven, a més de Jaime Ignacio del Burgo i entre d'altres, José Ignacio López Borderías, Àngel Xiprer, Fernando Labarga i José Luis Sarría. La seva seu va estar a l'avinguda de Sant Ignasi, cantonada amb la plaça Príncep de Viana de Pamplona.
El Partit Popular s'havia presentat en coalició amb Unió del Poble Navarrès (UPN) en la convocatòria d'eleccions generals de 1989. El 1991 el Partit Popular i UPN van signar un pacte pel qual el PP a Navarra quedava dissolt i els seus militants integrats en UPN. Des de llavors, Unió del Poble Navarrès seria el referent del Partit Popular a Navarra, de manera que tots els seus representants en Congrés i Senat s'integrarien en els grups parlamentaris del Partit Popular.

## Refundació
A l'octubre de 2008 es va produir la ruptura del pacte entre UPN i PP, després de les desavinences entre els dos partits, reflectida en la manca d'acord en la votació dels pressupostos de l'Estat per al 2009 al Congrés dels Diputats d'Espanya, en el qual UPN va donar la instrucció de abstenir-se. En aquesta votació es va produir una divisió dels seus representants. Un dels diputats, Carlos Salvador, va seguir la directriu d'UPN, mentre que l'altre, Santiago Cervera, va seguir les del Grup Parlamentari Popular votant en contra. Això va significar l'expulsió d'aquest últim per part d'UPN, així com que el Partit Popular inicialment suspengués les relacions amb UPN i posteriorment s'iniciés la refundació del partit a Navarra. L'encarregat d'aquesta és el que va ser el seu fundador a Navarra, Jaime Ignacio del Burgo, que es va donar de baixa d'UPN el 28 d'octubre i es va entrevistar amb Mariano Rajoy, líder del PP.

## Resultats electorals

### Parlament de Navarra
Els resultats de Coalició Popular i Unió del Poble Navarrès són sobre el total de les coalicions o candidatures. Navarra Suma va obtenir 20 diputats al 2019, dels quals 2 van ser candidats del PP de Navarra.
| Any  | Líder            | Vots                  | %                     | Pos. | Escons  | +/– | Govern   |
| ---- | ---------------- | --------------------- | --------------------- | ---- | ------- | --- | -------- |
| 1983 | Monge Recalde    | Dins Coalició Popular | Dins Coalició Popular | 3r   | 8 / 50  | Nou | Oposició |
| 1987 | Miguel Urquía    | Com Aliança Popular   | Com Aliança Popular   | 7è   | 2 / 50  | 6   | Oposició |
| 1991 | Integració a UPN | Dins UPN              | Dins UPN              | 1r   | 20 / 50 | -   | Coalició |
| 1995 | Integració a UPN | Dins UPN              | Dins UPN              | 1r   | 17 / 50 | -   | Oposició |
| 1999 | Integració a UPN | Dins UPN              | Dins UPN              | 1r   | 22 / 50 | -   | Coalició |
| 2003 | Integració a UPN | Dins UPN              | Dins UPN              | 1r   | 23 / 50 | -   | Coalició |
| 2007 | Integració a UPN | Dins UPN              | Dins UPN              | 1r   | 22 / 50 | -   | Coalició |
| 2011 | Santiago Cervera | 23,551                | 7.3                   | 5tè  | 4 / 50  | 4   | Oposició |
| 2015 | Ana Beltrán      | 13,289                | 3.9                   | 6è   | 2 / 50  | 2   | Oposició |
| 2019 | Ana Beltrán      | Dins Navarra Suma     | Dins Navarra Suma     | 1r   | 2 / 50  | =   | Oposició |
| 2023 | Javier García    | 23,080                | 7.2                   | 5è   | 3 / 50  | 1   | Oposició |